# Babla
Babla o Dwarka és un riu de l'Índia a Bengala Occidental. Neix a la regió de Santal i després de passar pel districte de Birbhum corre pel sud-oest del districte de Murshidabad cap a l'est i després al sud-est; se li uneix el Brahmani a Ramchandrapur, i gira al sud-est per rebre després al Mor i al Kuiya, i finalment desaigua al riu Bhagirathi-Hoogly en diversos braços. A la darrer part és navegable per bots i té nombroses rescloses i canals. Amb els seus afluents rega una extensa regió.